# Station Didcot Parkway
Didcot Parkway is een spoorwegstation van National Rail aan de Great Western Main Line in Didcot, South Oxfordshire in Engeland. Het station is eigendom van Network Rail en wordt beheerd door Great Western Railway.